# Freya grisea
Freya grisea là một loài nhện trong họ Salticidae.
Loài này thuộc chi Freya. Freya grisea được Frederick Octavius Pickard-Cambridge miêu tả năm 1901.